# Apchon
Apchon település Franciaországban, Cantal megyében. Lakosainak száma 180 fő (2022. január 1.). Apchon Cheylade, Collandres, Marchastel, Riom-ès-Montagnes és Saint-Hippolyte községekkel határos.

## Népesség
A település népességének változása:
| Lakosok száma | 455  | 313  | 257  | 208  | 199  | 188  | 186  | 186  | 186  | 180  |
|               | 1968 | 1982 | 1990 | 2006 | 2013 | 2015 | 2017 | 2019 | 2020 | 2022 |